# 대대로
대대로(大對盧)는 고구려 12관등(官等) 중의 최고 관직이다.

## 개요
장수왕 대에 국내성에서 평양성으로 수도를 옮긴 뒤에 생긴 관직으로 오늘날의 총리 또는 수상 급의 직위이다. 평시에 정치·외교·재정의 일을 모두 맡아 보았다. 고구려 관직의 등급은 여러 차례 바뀌었으나, 말기에는 14등급이었으며, 대대로는 그 중 1등급이었다. 나라 일 전체를 맡아 보며 임기는 3년이지만, 현명한 인물 혹은 독재자인 경우에는 얼마든지 연장할 수 있었다. 비상시에는 군사권력과 정치권력을 함께 가진 막리지(莫離支)가 수상이 되었다. 고구려  제가회의의 수상이 대대로였다. 고구려 말기에 집권적 관직으로 등장하는 막리지를 대대로와 같다고 보는 견해도 있다. 연개소문은 집권 후,태대대로(太大對盧)를 신설하여 취임하였다.

### 특징
대대로(大對盧)는 일명 ‘토졸(吐捽)’이라고도 한다. 부족장적 신분층에 속하는 대로(對盧)가 분화해 고구려 중기에 생겨난 것인데, 늦어도 6세기 후반경에는 대로 관등은 소멸되고 대대로만이 7세기까지 나타나고 있다. 대대로의 분화는 4세기 이후 태왕권(太王權)의 확립과 관련이 있으며, 대로의 소멸 시기는 6세기 중반 귀족연립정권(貴族聯立政權)의 성립과 연관이 된다. 임기는 3년으로서 귀족회의에서 선거로 선출되었는데 이것은 지난날 부족연맹의 단계에서 연맹장을 선거에 의해 뽑던 전통에서 비롯된 것이라고 볼 수 있다.
6세기 후반 고구려의 왕권이 약화되면서 정치적 실권이 대폭 강화되었다. 이 시기 대대로 선임 과정의 가장 큰 특징은 귀족들의 상쟁이다.『한원(翰苑)』고려기(高麗記)에 의하면 귀족 중에서 서로 싸워 가장 강한 자가 스스로 대대로가 되었다. 이 때 왕은 귀족 간의 분규에 간여하지도 않았다. 이러한 현상은 후기에 대대로가 고구려 최고의 실권자가 되었으며 왕권은 상대적으로 약화되었음을 의미한다.
대대로는 태대형(太大兄)·울절(鬱折)·태대사자(太大使者)·조의두대형(皂衣頭大兄)과 함께 국가의 기밀을 맡고 정사를 도모하며, 병정을 징발하고 관작을 주었다. 그리고 이 5관등을 가진 자만이 고구려 최고의 무관직인 대모달(大模達)에 임명될 수 있었다. 이러한 점은 고구려 사회에서 고위 귀족관료에 의한 합좌제도(合坐制度)가 시행되었고, 이들이 고구려 최고의 신분계급을 이루고 있었다는 것을 말해준다.

## 같이 보기
- 고구려의 관직